# Cyrestis sicca
Cyrestis sicca är en fjärilsart som beskrevs av Hans Fruhstorfer 1904. Cyrestis sicca ingår i släktet Cyrestis och familjen praktfjärilar. Inga underarter finns listade i Catalogue of Life.